# Stoječín
Stoječín (německy Stoitzen) je malá vesnice, část obce Český Rudolec v okrese Jindřichův Hradec v Jihočeském kraji. Leží tři kilometry jihozápadně od Českého Rudolce v nadmořské výšce 605 metrů. Leží ve východní části Novobystřické vrchoviny. Malá obec s německým obyvatelstvem, po roce 1918 s českou menšinou. Po osvobození v roce 1945 bylo německé obyvatelstvo odsunuto a obec byla dosídlena českým obyvatelstvem.
V roce 1843 žilo v obci 222 obyvatel v 34 domech a 50 domácnostech.

## Historie
V historických pramenech je ves poprvé uváděna v roce 1369 (uváděn je také rok 1368), kdy Mikšík z Horní Vsi prodal Stoječín Svanovi a Kunšovi z Olešné. Vlastníci se poté hojně střídali, až v roce 1597 jej přikoupil Václav Hodický k rudoleckému panství a jeho osudy sdílel až do roku 1849. Na katastru vsi byl vrchnostenský dvůr a mlýn. Desátky byly odváděny faře v Matějovci a panství Český Rudolec. Na týdenní pondělní trhy se jezdilo z Markvarce do Slavonic. V roce 1900 byl ve vsi lihovar majitele velkostatku. Elektrifikována byla ves až v roce 1948 připojením na síť ZME Brno.

## Obyvatelstvo
V roce 1880 měla obec 39 domů a 209 obyvatel, roku 1900 37 domů a 204 obyvatel, roku 1921 37 domů a 173 obyvatel, roku 1930 36 domů a 162 obyvatel, roku 1947 40 domů a 85 obyvatel, roku 1950 26 domů a 85 obyvatel, roku 1970 15 domů a 50 obyvatel, roku 1982 12 domů a 30 obyvatel.
| Rok            | 1869 | 1880 | 1890 | 1900 | 1910 | 1921 | 1930 | 1950 | 1961 | 1970 | 1980 | 1991 | 2001 | 2011 | 2021 |
| -------------- | ---- | ---- | ---- | ---- | ---- | ---- | ---- | ---- | ---- | ---- | ---- | ---- | ---- | ---- | ---- |
| Počet obyvatel | 224  | 209  | 194  | 204  | 204  | 173  | 162  | 85   | 93   | 50   | 30   | 18   | 29   | 24   | 22   |
| Počet domů     | 36   | 39   | 38   | 37   | 37   | 37   | 36   | 26   | 15   | 15   | 12   | 17   | 29   | 33   | 31   |

## Obecní správa[5]
Při sčítání lidu v letech 1850–1879 Stoječín byl osadou obce Matějovec v okrese Dačice. V letech 1880–1959 byl samostatnou obcí v okrese Dačice. Od roku 1960 je částí obce Český Rudolec v okrese Jindřichův Hradec. Do roku 1849 byl Stoječín součástí panství Český Rudolec v Jihlavském kraji. V letech 1850 až 1855 byl podřízen politické pravomoci Podkrajského úřadu v Dačicích a v soudní správě okresnímu soudu tamtéž. Po vzniku smíšených okresních úřadů s politickou a soudní pravomocí byl v letech 1855 až 1868 podřízen Okresnímu úřadu v Dačicích. Když byly roku 1868 veřejná správa a soudnictví opět odděleny, vrátil se pod politickou pravomoc Okresního hejtmanství v Dačicích, od roku 1919 okresní správy politické a od roku 1928 okresního úřadu tamtéž. Od roku 1911 byl podřízen Okresnímu soudu ve Slavonicích do roku 1938. Po okupaci pohraničí nacistickým Německem byl podřízen Landratu ve Waidhofenu an der Thaya, říšská župa Dolní Dunaj a v soudnictví Amtsgerichtu ve Slavonicích. Po osvobození v květnu 1945 náležel pod Okresní národní výbor v Dačicích a v jeho rámci od roku 1949 pod nově vzniklý Jihlavský kraj. Toto začlenění trvalo až do poloviny roku 1960, kdy po územní reorganizaci byl Stoječín s moravským Slavonickem přidělen pod správní okres Jindřichův Hradec a Jihočeský kraj, což trvalo až do zrušení Okresního úřadu v Jindřichově Hradci koncem roku 2002. Od roku 2003 spadá pod pověřený Městský úřad v Dačicích v samosprávném Jihočeském kraji.

## Škola
V místní škole, která vznikla v roce 1909 jako jednotřídní, se do roku 1945 učilo německy, po roce 1945 česky. Záhy však byla škola pro malý počet žáků zrušena a žactvo bylo převedeno do školy v Českém Rudolci.

## Pamětihodnosti
- Kaple svatého Linharta asi z roku 1880 na návsi
- Kamenný kříž z roku 1898
- Pila na vodní pohon - technická památka severovýchodně od vsi u dvora Peníkov pod hrází rybníka.

## Drobné zajímavosti
- Na Velkostatku Picchioni byla stará hájovna čp.38 v lese pod mlýnem Penikovským, zbořena 1929.
- Nová hájovna měla čp.39 a dodnes stojí při nové (v roce 1889) cestě z Matějovce do Českého Rudolce u Rudoleckého potoka, severně od vsi. V katastrální mapě Jagerhaus Angela Picchiony je od roku 1884.
- Škola čp.40, byla postavena na prostředním ze 3 návesních rybníčků. V katastrální mapě od roku 1911.
- Směrem na Český Rudolec, při cestě údolím (dnes) Penikovského potoka bývala na přelomu 19. a 20. století pila Velkostatku, zbořena byla roku 1929.

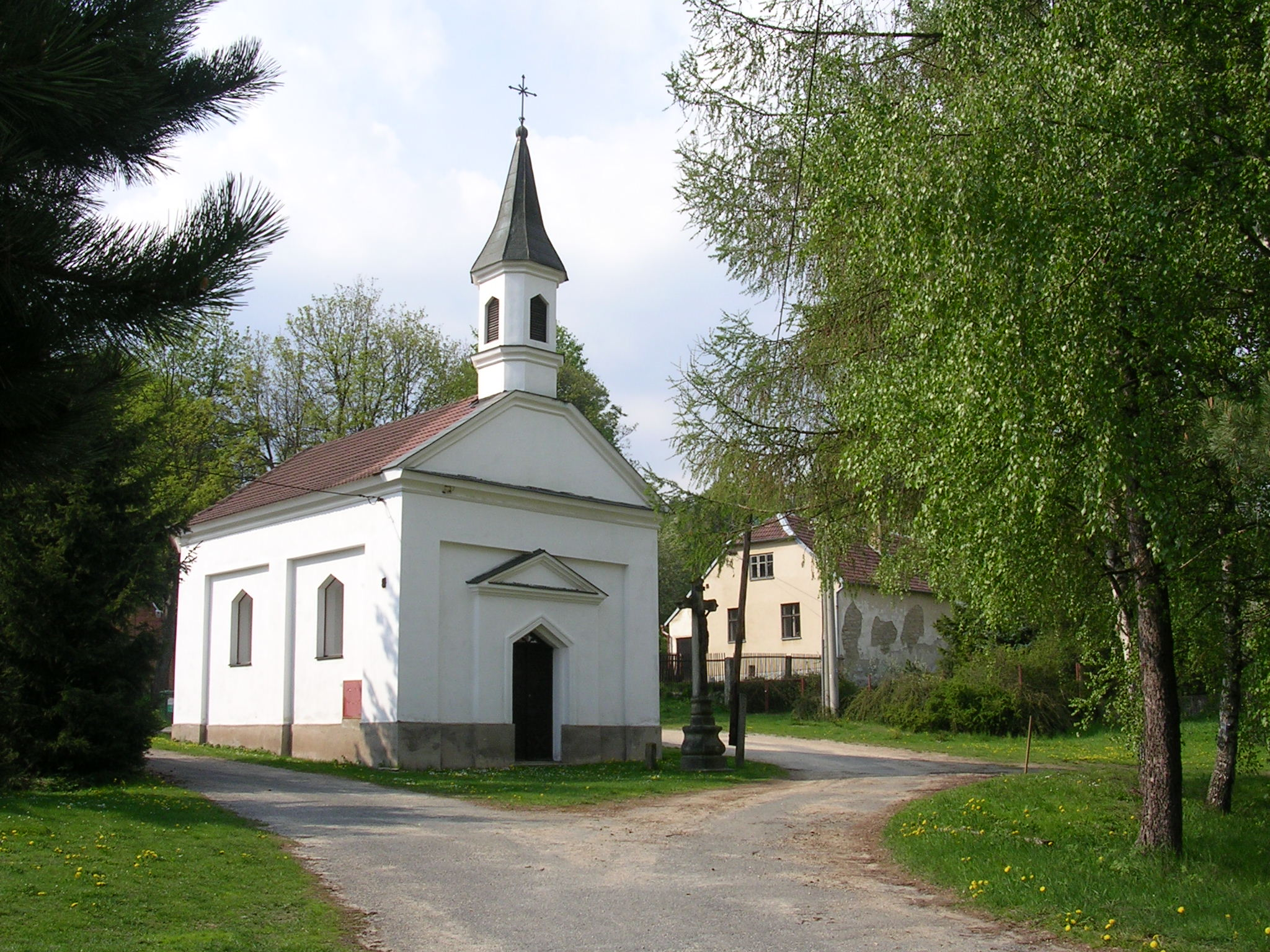
Kaple svatého Linharta
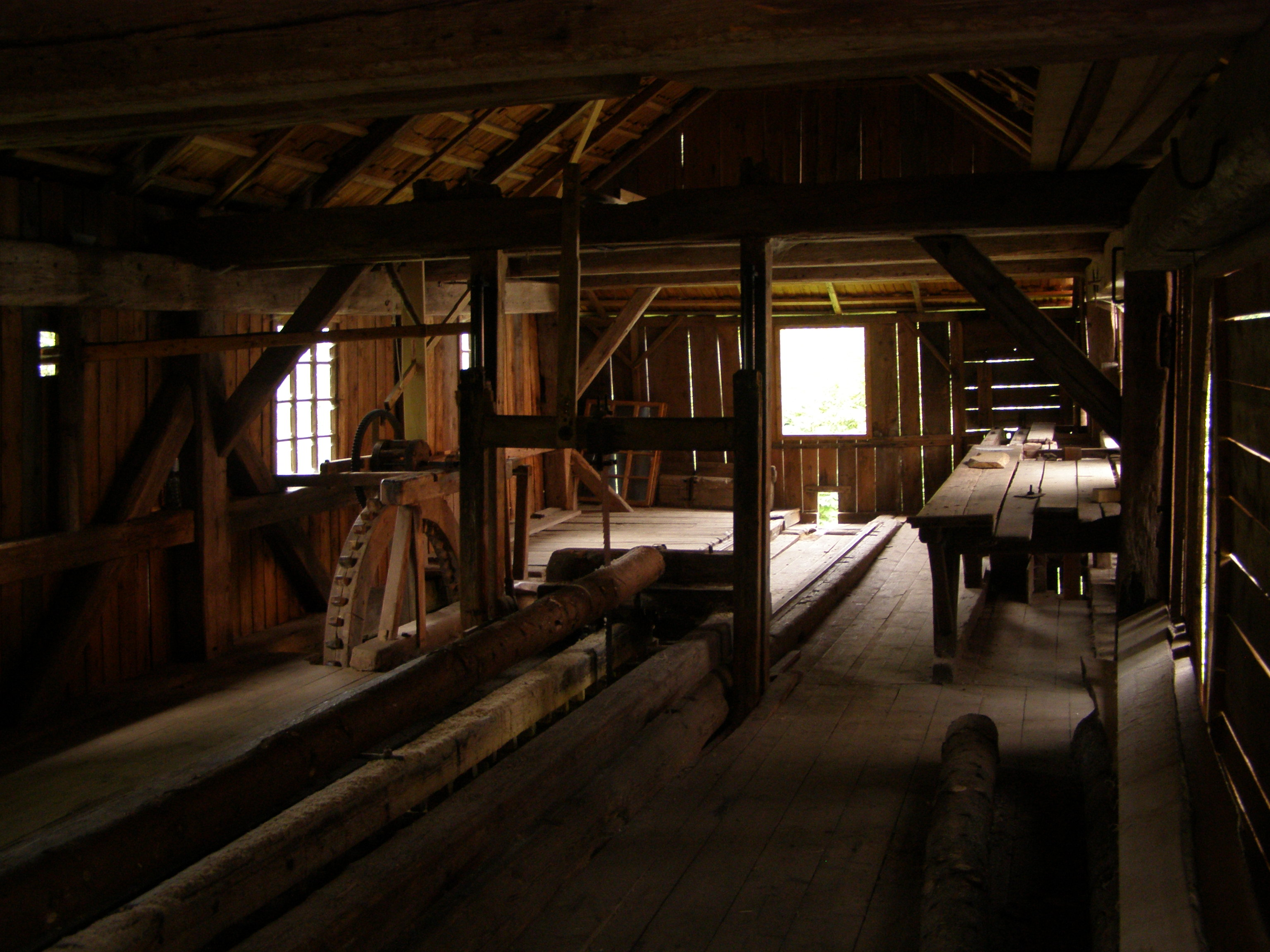
Vodní pila Penikov